# Richard Lumley, 2. hrabě ze Scarborough
Richard Lumley, 2. hrabě ze Scarborough (Richard Lumley, 2nd Earl of Scarborough, 3rd Viscount Lumley of Waterford, 2nd Viscount Lumley, 2nd Baron Lumley) (30. listopadu 1686 – 29. ledna 1740) byl britský generál, politik a dvořan ze šlechtického rodu Lumleyů. Po účasti ve válce o španělské dědictví zaujal vlivné postavení po nástupu hannoverské dynastie, zastával vysoké funkce u dvora a od roku 1715 zasedal ve Sněmovně lordů. Spáchal sebevraždu.

## Kariéra
Pocházel ze starobylého šlechtického rodu, byl druhorozeným synem 1. hraběte ze Scarborough, jeho starší bratr Charles Lumley, vikomt Lumley (1685–1710), zemřel na neštovice. Studoval v Etonu a Cambridge, v roce 1706 absolvoval kavalírskou cestu, jako otcův dědic od roku 1710 užíval titul vikomta Lumleye. V letech 1708–1715 byl členem Dolní sněmovny za stranu whigů, souběžně sloužil v armádě a za války o španělské dědictví dosáhl hodnosti plukovníka. V roce 1715 se zúčastnil bojů proti jakobitům a jako baron Lumley vstoupil do Sněmovny lordů. V roce 1714 se stal komořím prince waleského, v letech 1714–1727 byl jeho nejvyšším štolbou.
V roce 1721 po otci zdědil titul hraběte ze Scarborough, zároveň převzal post lorda-místodržitele v hrabství Northumberland (1721–1740), v roce 1724 získal Podvazkový řád. V letech 1727–1734 byl jako nejvyšší štolba království členem vlády, od roku 1727 byl zároveň členem Tajné rady. I když již aktivně nesloužil v armádě, postupoval ve vojenských hodnostech, byl povýšen na generálmajora (1735) a generálporučíka (1739). Za nevyjasněných okolností spáchal sebevraždu, zemřel bez potomstva a tituly po něm zdědil mladší bratr Thomas (1691–1752).